# 다쓰고야마촌
다쓰고야마촌(立子山村)은 후쿠시마현 다테군에 있던 촌이다. 1955년 7월 10일 후쿠시마시에 편입합병되고 폐지되었다. 후쿠시마시 다쓰고야마가 다쓰고야마촌이 있던 곳이다.

## 역사
- 1893년 2월 3일 - 다치키촌의 일부를 가지고 다쓰고야마촌이 신설되고, 나머지 일부를 가지고 아오키촌이 신설되고, 다치키촌은 폐지되었다.
- 1955년 7월 10일 - 다쓰고야마촌이 후쿠시마시에 편입합병되고 폐지되었다.

## 참고 문헌
- 角川日本地名大辞典 7 福島県